# SHELX
SHELX — пакет программ, созданный Джорджем М. Шелдриком для определения и анализа кристаллических структур молекулярных соединений и макромолекул. Пакет обрабатывает данные, полученные методом дифракции монохроматического рентгеновского или нейтронного излучения на монокристаллах. В состав пакета входит несколько отдельных исполняемых программ, совместимых со всеми современными версиями Linux, Microsoft Windows и macOS. Использование программного обеспечения бесплатно для академических учреждений, в то время как коммерческие организации должны приобретать лицензию.
Значимость пакета подчёркивается тем, что одна из посвящённых ему статей занимает 5-е место в рейтинге самых цитируемых научных публикаций XXI века во всех областях науки.

## Обзор
Отдельные программы пакета могут быть запущены из графических пользовательских интерфейсов, таких как shelXle, Olex2, Oscail или WinGX. Также возможен запуск программ из командной строки.
SHELX-2019 включает в себя следующие программы:
- SHELXT — предназначена для решения молекулярных структур[6].
- SHELXS — содержит классические прямые методы для решения молекулярных структур.
- SHELXL — используется для уточнения молекулярных структур[7].
- PDB2INS — создаёт входные файлы для уточнения макромолекул с помощью SHELXL[8].
- CIFTAB и ShredCIF — позволяют редактировать и обрабатывать файлы формата CIF.
- SHELXC, SHELXD и SHELXE — обрабатывают структурные данные макромолекул[9].
- AnoDe — позволяет анализировать карты электронной плотности макромолекул.

## Архитектура программы
Программы написаны на языке Fortran. С 2000 года разрабатываются распараллеленные версии программ для многопроцессорных систем.